# وزارة الداخلية (المغرب)
وزارة الداخلية هي وزارة في الحكومة المغربية، تُشرف بشكل مباشر على العديد من القطاعات الحساسة والمهمة كالنظام والأمن العموميين، والجماعات الترابية، والعمالات.

## المهام والاختصاصات
تناط بوزارة الداخلية، إضافة إلى الاختصاصات والصلاحيات المسندة إلى السلطة الحكومية المكلفة بالداخلية بموجب النصوص الجاري بها العمل، المهام التالية:
- الإدارة الترابية للمملكة والحفاظ على النظام والأمن العموميين
- القيام، طبقا للنصوص الجاري بها العمل، ولاسيما القوانين التنظيمية المتعلقة بالجماعات الترابية والنصوص التنظيمية المتخذة لتطبيقها، بمواكبة هذه الجماعات في تدبيرها لشؤونها بكيفية ديمقراطية
- المساهمة، في إطار المهام الموكولة إليها وبتنسيق مع القطاعات والهيئات المعنية، في التنمية الترابية
- تزويد الحكومة بالمعلومات العامة

## الهيكل التنظيمي
تشتمل وزارة الداخلية، بالإضافة إلى ديوان الوزير، على إدارة مركزية ومصالح لاممركزة. وتشتمل الإدارة المركزية لوزارة الداخلية على:
- الكتابة العامة
- المديرية العامة للشؤون الداخلية
- المديرية العامة للأمن الوطني
- إدارة القوات المساعدة
- المفتشية العامة للإدارة الترابية
- المديرية العامة للجماعات الترابية
- المديرية العامة للوقاية المدنية
- مديرية التعاون الدولي
- مديرية التواصل
- مجلس تقييم النجاعة وتثمين الكفاءات الترابية، التابعة مباشرة للوزير
- مديرية الشؤون الإدارية
- مديرية أنظمة المعلومات والاتصالات
- مديرية الشؤون القروية
- مديرية الموارد البشرية
- مديرية الشؤون القانونية والمنازعات
- مديرية تدبير المخاطر الطبيعية
- مديرية الإنعاش الوطني
- مديرية تنسيق الشؤون الاقتصادية

## مركز اليقظة والتنسيق
هو مركز تابع لوزارة الداخلية، أحدث في سنة 2008 بتعليمات من الملك محمد السادس، وهو مركز قيادة يضم كافة المصالح المتدخلة المعنية في حالة حصول كوارث طبيعية أو حوادث وطنية، هذه المصالح متمثلة في الأمن الوطني، الدرك الملكي، القوات المساعدة، والوقاية المدنية، ووزارة التجهيز والنقل واللوجستيك والماء، ومديرية الارصاد الجوية، ومصالح أخرى للتنسيق بوزارة الداخلية، وتعتبر المهمة الأساسية لهذا المركز هي السهر على مراقبة ومتابعة الأوضاع خصوصاً مثل حالات الكوارث الطبيعية بما فيها الزلازل أو الفيضانات، كما أن المركز يعمل على مدار الساعة وهو في اتصال دائم بالعمالات، ويمكن لهذه اللجن العاملة بهذا المركز تجهيز مخطط ترحيل كامل للسكان الذين يقعون في مناطق خطر محتملة.

## الموقع الإلكتروني
لا تتوفر وزارة الداخلية على أي موقع إلكتروني خاص بها، لكنها قامت بإحداث مواقع إلكترونية في مناسبات خاصة، مثل الموقع الإلكتروني الخاص بعملية تجديد سيارات الأجرة، والموقع الإلكتروني الخاص بعملية تقديم الدعم للمواطنين الذين فقدوا عملهم بسبب جائحة كورونا. كما يوجد موقع تابع لوزارة الداخلية يحمل اسم البوابة الوطنية للجماعات الترابية. وموقع آخر خاص بصندوق الدعم لتشجيع تمثيلية النساء، ومواقع أخرى تابعة لوزارة الداخلية خاصة بالإنتخابات. أما المواقع التابعة للوزارة والخاصة بالوثائق الإدارية فهي: موقع جواز السفر، موقع البطاقة الوطنية للتعريف الالكترونية، موقع الحالة المدنية.

## قائمة وزراء الداخلية
| اسم الوزير           | الصورة | من             | إلى            |
| -------------------- | ------ | -------------- | -------------- |
| الحسن اليوسي         |        | ديسمبر 1955    | ماي 1956       |
| إدريس محمدي          |        | ديسمبر 1956    | ماي 1958       |
| مسعود الشيكر         |        | ماي 1958       | ديسمبر 1958    |
| إدريس محمدي          |        | ديسمبر 1958    | ماي 1960       |
| مبارك البكاي         |        | ماي 1960       | أبريل 1961     |
| أحمد رضا اجديرة      |        | أبريل 1961     | يونيو 1963     |
| أحمد الحمياني        |        | يونيو 1963     | نونبر 1963     |
| عبد الرحمان الخطيب   |        | نونبر 1963     | أغسطس 1964     |
| محمد أوفقير          |        | أغسطس 1964     | أغسطس 1971     |
| أحمد بنبوشتة         |        | أغسطس 1971     | أبريل 1972     |
| محمد بنهيمة          |        | أبريل 1972     | 1975           |
| حدو الشيكر           |        | 1975           | أكتوبر 1977    |
| محمد بنهيمة          |        | أكتوبر 1977    | مارس 1979      |
| إدريس البصري         |        | مارس 1979      | نونبر 1999     |
| أحمد الميداوي        |        | نونبر 1999     | سبتمبر 2001    |
| إدريس جطو            |        | سبتمبر 2001    | سبتمبر 2002    |
| مصطفى ساهل           |        | أكتوبر 2002    | فبراير 2006    |
| شكيب بن موسى         |        | 15 فبراير 2006 | 4 يناير 2010   |
| مولاي الطيب الشرقاوي |        | 5 يناير 2010   | 3 يناير 2012   |
| محند العنصر          |        | 3 يناير 2012   | 10 أكتوبر 2013 |
| محمد حصاد            |        | 10 أكتوبر 2013 | 5 أبريل 2017   |
| عبد الوافي لفتيت     |        | 5 أبريل 2017   | حتى الآن       |